# Comté de Pike (Ohio)
Pour les articles homonymes, voir Comté de Pike.
Le comté de Pike est situé dans l’État de Ohio, aux États-Unis. Il comptait 27 695 habitants en 2000. Son siège est Waverly.